# Raiffeisenbank Neumarkt i.d.OPf.
Die Raiffeisenbank Neumarkt i.d.OPf. eG ist eine Genossenschaftsbank mit Sitz in Neumarkt in der Oberpfalz. Sie wurde 1911 im Neumarkter Stadtteil Pelchenhofen gegründet. Im Geschäftsgebiet, das die Große Kreisstadt Neumarkt und rund die Hälfte des gleichnamigen Landkreises umfasst, betreibt die Bank 17 Geschäftsstellen. Das Kreditinstitut betreut mit 185 Mitarbeitern rund 43.000 Kunden, davon sind 12.677 zugleich Mitglied der Bank. Im Jahr 2023 betrug die Bilanzsumme 1.238 Millionen Euro.

## Geschichte
Zurückzuführen ist die Gründung der Raiffeisenbank Neumarkt i.d.OPf. eG auf das Gedankengut des Sozialreformers Friedrich Wilhelm Raiffeisen. Wie ganz Deutschland war auch die Region Neumarkt um die Jahrhundertwende von einer Geldknappheit und einer Notlage in der Landwirtschaft geprägt. Um die Not der Betroffenen zu lindern und dem aufkeimenden Geld- und Zinswucher entgegenzutreten, gründete Adolf Hartl zusammen mit 26 weiteren Männern am 7. Juli 1911 den Darlehnskassenvereins Pelchenhofen.
Am 8. Mai 1961 beschloss die Generalversammlung den Sitz der Genossenschaft nach Neumarkt zu verlegen sowie als „Gewerbe- und Landwirtschaftsbank Neumarkt/OPf“ zu firmieren. Die Raiffeisenbank befand sich im Gebäude der Firma Romstöck am Unteren Markt 11.
Ab 1964 erfolgte eine Reihe von Fusionen mit benachbarten Raiffeisenbanken. Der Firmenname lautete nun „Raiffeisenbank Neumarkt/OPf. eGmbH“. Am 1. Juli 1966 wurde Karl Ehmann zum Geschäftsführer der Bank bestimmt.
Am 27. Juni 1974 wurde die Genossenschaft in den heutigen Namen geändert. Josef Dischner übernahm mit Wirkung vom 31. Mai 1976 als geschäftsführender Vorstandsvorsitzender die Leitung der Bank. Die Stelle eines weiteren geschäftsführenden Vorstandsmitglieds wurde zum 1. Januar 1977 mit Günter Geisler besetzt.  Am 22. Juli 1991 wurde das neue Hauptstellengebäude eröffnet.
Zu Beginn des Jahres 2001 wechselte Erich Pröpster in den Vorstand. Zum 1. Oktober 2004 ging der Vorstandsvorsitzende Josef Dischner nach 33 Jahren Vorstandstätigkeit in den Ruhestand. Den Vorstandsvorsitz übernahm Pröpster. Als neues Vorstandsmitglied rückte Josef Dunkes nach. Am 11. August 2008 eröffnete die Raiffeisenbank zusammen mit der Sparkasse Neumarkt-Parsberg in Seligenporten eine erste gemeinsame Selbstbedienungsfiliale. Mittlerweile betreibt die Bank drei weitere SB-Filialen und zwei gemeinsame Filialen mit wechselnden Beraterteams, zusammen mit benachbarten Sparkassen. Am 1. Januar 2011 wurde Josef Hofbauer zum stellvertretenden Vorstandsmitglied bestellt. Am 7. Oktober 2020 verstarb der amtierende Vorstandsvorsitzende Josef Dunkes,  im Alter von 56 Jahren. Zum 1. Juli 2021 übernahm dann Markus Bandasch die Position des Marktvorstands in der Bank.  Josef Hofbauer wurde zum Vorstandsvorsitzenden ernannt.

## Fusionen
Das Geschäftsgebiet der Raiffeisenbank Neumarkt umfasst in seiner heutigen Form 40 ehemals selbständige Genossenschaftsbanken.
| Jahr | Fusionierte Bank                                        |
| ---- | ------------------------------------------------------- |
| 1964 | Raiffeisenkasse Pölling Raiffeisenkasse Günching        |
| 1965 | Raiffeisenkasse Dietkirchen                             |
| 1969 | Raiffeisenkasse Trautmannshofen                         |
| 1970 | Raiffeisenbank Sulzbürg/Landl                           |
| 1976 | Raiffeisenbank Batzhausen                               |
| 1979 | Raiffeisenbank Deining Raiffeisenbank Postbauer-Heng    |
| 1984 | Raiffeisenbank Ober- und Unterbuchfeld                  |
| 1992 | Raiffeisenbank Holnstein-Waltersberg                    |
| 1997 | Raiffeisenbank Lauterhofen-Kastl Raiffeisenbank Pyrbaum |
| 2000 | Raiffeisenbank Berngau-Pilsach                          |
| 2001 | Raiffeisenbank Berg                                     |
| 2006 | Raiffeisenbank Dietfurt                                 |

## Entwicklung der Raiffeisenbank Neumarkt seit 1960
| Jahr            | 1960    | 1970       | 1980        | 1990        | 2000        | 2010         | 2020           |
| --------------- | ------- | ---------- | ----------- | ----------- | ----------- | ------------ | -------------- |
| Bilanzsumme     | 130 TDM | 15.959 TDM | 125.328 TDM | 330.232 TDM | 805.989 TDM | 726.630 TEUR | 1.180.983 TEUR |
| Mitgliederzahl  | 58      | 1.396      | 3.274       | 3.526       | 9.441       | 12.393       | 12.885         |
| Mitarbeiterzahl | 1       | 22         | 64          | 98          | 147         | 217          | 191            |

## Geschäftsbereich
Die Bank ist als Universalbank sowohl im Privatkunden- als auch im Firmenkundengeschäft tätig. Als regionale Bank betreut sie vornehmlich Kunden aus ihrem Geschäftsgebiet. Die Bank arbeitet mit den Verbundunternehmen der genossenschaftlichen FinanzGruppe Volksbanken Raiffeisenbanken, unter anderem mit der Bausparkasse Schwäbisch Hall, R+V Versicherung, Union Investment, DZ Bank, Teambank, DZ Hyp, Münchener Hypothekenbank und VR Smart Finanz, zusammen.
Zusätzlich ist die Raiffeisenbank Neumarkt als Immobilienvermittler tätig.
Die Raiffeisenbank Neumarkt i.d.OPf. eG ist der Sicherungseinrichtung des Bundesverbandes der Deutschen Volksbanken und Raiffeisenbanken und Raiffeisenbanken angeschlossen.

## Raiffeisen-Waren-Markt GmbH Neumarkt-Roth
Am 30. Dezember 1976 wurde die „Raiffeisen Waren-GmbH Neumarkt i.d.OPf.“ gegründet.
Die Raiffeisenbank Neumarkt i.d.OPf. eG war alleinige Gesellschafterin der Waren GmbH.
Am 1. Juli 2015 entschied sich die Raiffeisenbank Neumarkt i.d.OPf. eG zum Zusammenschluss der Raiffeisen Waren-GmbH mit der Raiffeisen-Handels-GmbH im Jura, deren Gesellschafter die Raiffeisenbank Berching-Freystadt-Mühlhausen eG waren. Zum 1. Juli 2023 folgte dann eine weitere Fusion mit dem Warengeschäft der Raiffeisenbanken Altmühl-Jura eG und Mittelfranken Mitte eG zur Raiffeisen-Waren-Markt GmbH Neumarkt-Roth mit Sitz in Mühlhausen.
Hier wird ein Logistikzentrum mit Hafen in Bachhausen sowie Waren-Märkte in Berg, Berching, Berngau, Freystadt, Gebertshofen, Pisach, Siegenhofen, Alfershausen, Georgensgmünd, Hilpoltstein, Meckenhausen und Spalt unterhalten.

## Gesellschaftliches Engagement
Aus ihrem genossenschaftlichen Förderauftrag heraus setzt sich die Raiffeisenbank Neumarkt i.d.OPf. eG für die ökonomische, soziale und kulturelle Entwicklung der Region Neumarkt in der Oberpfalz ein. Im Bildungsbereich unterstützt die Bank Kindergärten und Schulen. Mit Sach- und Geldspenden fördert die Bank soziale und karitative Einrichtungen. Beispielsweise übergab sie seit 2007 vierundzwanzig Autos, so genannte VR-Mobile, an das Bayerische Rote Kreuz, Kreisverband Neumarkt, an das Diakonische Werk Neumarkt e.V. und an die Caritas Sozialstation Neumarkt e.V. für die Alten- und Krankenpflege. Ebenso erhält die Lebenshilfe Neumarkt e.V. regelmäßig ein neues Fahrzeug.
Besonderen Stellenwert hat die Förderung der Kunst in der Raiffeisenbank. Sie arbeitet eng mit dem Kunstkreis Jura Neumarkt e.V. zusammen. In der Hauptstelle der Bank finden regelmäßig Kunstausstellungen statt. Die Raiffeisenbank engagiert sich auch als Förderer von Sportvereinen und kirchlichen Einrichtungen.
Seit dem 20. Oktober 2015 stellt die Bank für gemeinnützige Vereine und Institutionen die erste regionale und spendenbasierte Crowdfunding-Plattform für die Region Neumarkt zur Verfügung. Über die Plattform können Projekte zwischen 500 EUR und 15.000 EUR finanziert werden. Zusätzlich unterstützt die Bank die Projekte mit einem eigenen Spendentopf.
Im Jahr 2016 gründete die Raiffeisenbank Neumarkt i.d.OPf. eG die Raiffeisen-Stiftung Neumarkt i.d.OPf. Die Stiftung wurde durch die Bank mit einem Startkapital in Höhe von 250.000 EUR ausgestattet und kann durch Zustiftungen oder Spenden weiter aufgestockt werden. Sie verfolgt ausschließlich gemeinnützige und mildtätige Zwecke. Die Stiftung wird von den Stiftungsvorständen Bernhard Kirzinger und Thomas Graf vertreten. Dem Stiftungskuratorium gehören Martina Jacob, Josef Hofbauer und Markus Bandasch an.